# 特恩布爾角
特恩布爾角（英語：Turnbull Point），是南極洲的海岬，位於葛拉漢地的迪維爾島西端，屬於茹安維爾群島的一部分，由英國研究隊測量，現時由南極條約體系管理。